# Vittoriano Della Cananea
Vittoriano Della Cananea (San Benedetto del Tronto, 1919 – Giulianova, 27 marzo 2005) è stato un violoncellista, insegnante e direttore didattico italiano.

## Biografia
Di origini marchigiane ma abruzzese d'adozione, Della Cananea è considerato l'erede naturale del violoncellista giuliese Gaetano Braga, del quale è stato impareggiabile interprete, ed è oggi annoverato tra i maggiori violoncellisti italiani del Novecento.
Diplomatosi al Conservatorio Santa Cecilia di Roma, è stato allievo di Umberto Benedetti, grande virtuoso del violoncello diplomato al Conservatorio di Parigi e poi primo violoncello all'Opera di Montecarlo, proseguendo gli studi con Ippolito Nievo Albertelli e Nerio Brunelli.
Nel 1957 partecipa al concorso ministeriale per le cattedre di violoncello nei conservatori italiani, risultando idoneo insieme ad altri eccellenti nomi del violoncellismo nazionale quali Giuseppe Selmi, Amedeo Baldovino, Giacinto Caramia e Franco Rossi, noto per aver fatto parte del glorioso Quartetto Italiano.
Negli anni cinquanta e sessanta è insegnante e direttore dell'Istituto Musicale "Gaetano Braga" a Teramo, dove, fra l'altro, accompagna Liliana Merlo nella prima esecuzione abruzzese de La morte del cigno di Fokine su musica di Saint-Saëns, eseguita dai due artisti il 5 giugno 1963 al Nuovo Teatro Comunale.
Nel corso della sua carriera concertistica tiene numerosi concerti internazionali negli Stati Uniti (1973), poi in Honduras, in Inghilterra e in Francia. Nel corso della tournée americana viene paragonato a Pablo Casals.
Innumerevoli i nomi dei musicisti che a lui debbono l'instradamento alla musica e all'arte del violoncello.